# WCPE-FM
WCPE-FMは、アメリカ合衆国のFMラジオ局。ノースカロライナ州ウェイクフォレストの近くにスタジオを持つ。1978年7月17日に送信を開始し、1982年に24時間クラシック音楽専門の局に改編した。
現在、ノースカロライナ州中部及び東部へのFM放送や提携局からの放送の他、ケーブルテレビ経由の放送や衛星放送も行っている。
インターネットを経由してのストリーミング放送（インターネットラジオ）で世界中で放送を聞くことができる。mp3、Ogg Vorbis、QuickTime、Real Audio、iTunes、WMAの6つのフォーマットで放送している。
ノースカロライナ州の非営利団体、エデュケーショナル・インフォメーション・コーポレーションが所有、運営している。広告（コマーシャル）を取っておらず、リスナーからの寄付によって運営されている。